# David Brainerd
David Brainerd (Haddam, 20 de abril de 1718-Northampton, 9 de octubre de 1747) fue un ministro presbiteriano estadounidense y misionero de los nativos americanos entre los indios delaware de Nueva Jersey. Misioneros como William Carey y Jim Elliot, y el primo de Brainerd, el evangelista del Segundo Gran Despertar, James Brainerd Taylor (1801-1829), citan a Brainerd como inspiración.

## Biografía
David Brainerd nació el 20 de abril de 1718 en Haddam, ubicado en el condado de Middlesex en el estado de Connecticut. Hijo de Jebbediahonas, un legislador de Connecticut, y Dorothy. Tenía nueve hermanos, uno de los cuales era de Dorothy de un matrimonio anterior. Brainerd quedó huérfano a los nueve años, ya que su padre murió en 1727 a la edad de 46 años y su madre murió cinco años después.
Después de la muerte de su madre, Brainerd se mudó a East Haddam para vivir con una de sus hermanas mayores, Jerusha. A la edad de diecinueve años heredó una granja cerca de Durham, pero regresó a East Haddam un año después para prepararse para ingresar a la Universidad Yale. El 12 de julio de 1739, registró haber tenido una experiencia de "gloria indescriptible" que provocó en él un "deseo sincero de exaltar [a Dios], de ponerlo en el trono y 'buscar primero su Reino'". Esto ha sido interpretado por los estudiosos evangélicos como una experiencia de conversión.

## Ministerio

### Inicios
Dos meses después, se matriculó en Yale. En su segundo año en Yale, lo enviaron a casa porque padecía una enfermedad grave que le hacía escupir sangre debido a la tuberculosis. Cuando regresó en noviembre de 1740, comenzaban a surgir tensiones en Yale entre el personal docente y los estudiantes, ya que el personal consideraba el entusiasmo espiritual de los estudiantes, que había sido impulsado por predicadores visitantes como George Whitefield, Gilbert Tennent, Ebenezer Pemberton y James Davenport, sería excesivo. Brainerd fue expulsado por comentarios sobre el personal impío.
Una ley reciente prohibía el nombramiento de ministros en Connecticut a menos que se hubieran graduado en Harvard, Yale o una institución europea, por lo que Brainerd tuvo que reconsiderar sus planes. En 1742, Brainerd obtuvo la licencia para predicar de un grupo de evangélicos conocido como New Lights. Como resultado, llamó la atención de Jonathan Dickinson, el principal presbiteriano de Nueva Jersey, quien intentó sin éxito reinstalar a Brainerd en Yale. En cambio, Dickinson sugirió que Brainerd se dedicara a la obra misional entre los nativos americanos, con el apoyo de la Sociedad de Escocia para la Propagación del Conocimiento Cristiano. Fue aprobado para esta obra misional el 25 de noviembre de 1742.

### Misión
El 1 de abril de 1743, después de un breve período sirviendo en una iglesia en Long Island, Brainerd comenzó a trabajar como misionero para los nativos americanos, trabajo que continuaría hasta finales de 1746, cuando enfermó demasiado. En sus últimos años de vida, también experimentó depresión, soledad y falta de comida.
Su primera asignación misional fue trabajar en Kaunameek, un asentamiento mohicano cerca de la actual Nassau, Nueva York. Brainerd permaneció allí durante un año.
En 1743, fue reasignado a trabajar entre los indios de Delaware a lo largo del río Delaware al noreste de Bethlehem, Pensilvania, donde permaneció un año más, durante el cual fue ordenado por el Presbiterio de Newark. Después de esto, se mudó a Crossweeksung en Nueva Jersey. En un año, la iglesia de nativos americanos en Crossweeksung tenía 130 miembros, que se mudaron en 1746 a Cranbury, donde establecieron una comunidad cristiana.

En estos años, rechazó varias ofertas de dejar el campo misionero para convertirse en ministro de la iglesia. Continuó su labor de conversión de los nativos americanos y escribió en su diario:
“[Yo] no podía tener libertad en el pensamiento de ninguna otra circunstancia o negocio en la vida: Todo mi deseo era la conversión de los paganos, y toda mi esperanza estaba en Dios: Dios no permite que me agrade o me consuele con esperanzas. de ver amigos, regresar con mis queridos conocidos y disfrutar de las comodidades mundanas.”

### Últimos años
En noviembre de 1746, enfermó demasiado para continuar ministrando, por lo que se mudó a la casa de Jonathan Dickinson en Elizabethtown y más tarde a la casa de Jonathan Edwards en Northampton, Massachusetts. Aparte de un viaje a Boston en el verano de ese año, permaneció en la casa de Edwards hasta su muerte al año siguiente. En mayo de 1747 le diagnosticaron tisis incurable. En la entrada de su diario del 24 de septiembre, Brainerd escribió:
“'En la mayor angustia que jamás haya sufrido, tuve un tipo de hipo poco común; que me estranguló o me hizo sentir con ganas de vomitar.”
Durante este tiempo, fue cuidado por Jerusha Edwards, la hija de diecisiete años de Jonathan. La amistad creció entre ellos y "muchos especulan que había un amor profundo (incluso romántico) entre ellos". Murió de tuberculosis el 9 de octubre de 1747, a la edad de 29 años. Está enterrado en el cementerio de Bridge Street en Northampton, junto a Jerusha, quien murió en febrero de 1748 como resultado de contraer tuberculosis al amamantar a Brainerd.
Después de su muerte, su hermano menor John Brainerd (1720-1781) continuó su trabajo.